# Rouillac, Côtes-d'Armor
Rouillac är en kommun i departementet Côtes-d'Armor i regionen Bretagne i nordvästra Frankrike. Kommunen ligger i kantonen Broons som tillhör arrondissementet Dinan. År 2022 hade Rouillac 402 invånare.

## Befolkningsutveckling
Antalet invånare i kommunen Rouillac
Referens:INSEE